# Stecherův mlýn
Stecherův mlýn je bývalý vodní mlýn na levobřežním rameni řeky Vltavy nad Českými Budějovicemi, 0,5 km od jihozápadního okraje zastavěné části města. Je tvořen izolovaným komplexem několika budov ležícím na území obce Litvínovice v rovině jihovýchodně od středu obce. Na meteorologické stanici tehdejšího Státního ústavu meteorologického, která zde byla v provozu v letech 1921–1945, byla naměřena minimální teplota vzduchu –42,2 °C, což je do dnešní doby platný rekord nejnižší naměřené teploty vzduchu na území ČR.

## Historie
Od 18. století se nacházela na místě mlýna soukenická valcha. Valchu 18. září 1837 koupil Vojtěch Lanna starší a přestavěl ji na pilu, v roce 1841 byla přistavěna ještě parketárna. Zdejší dubové parkety byly dodávány do Vídně a Lince a použity byly i na zámku Hluboká. Pohon pro výrobu zajišťovaly dvě Jonvalovy vodní turbíny, které poháněla voda vedená náhonem od rožnovského jezu. V areálu pily se náhon dělil. Část směřovala zpět do Vltavy, část jako Zlatá stoka do Čtyřech Dvorů, kde napájela sádky, sloužila městskému zahradnictví a zásobovala vodou i městské rybníky. Budovu v roce 1858 postihl požár a ta zcela vyhořela, Lanna ji ještě v témže roce nechal znovu postavit a tak vznikly nové objekty v dnešní podobě. Podle Karla Pletzera se po roce 1858 vyrobilo ročně až 80 000 parket.
Maximální výroby, přes 115 000 kusů, dosahovala parketárna před krizí v 70. letech. Roku 1873 byla výroba parket úplně zastavena a přeložena do Prahy.

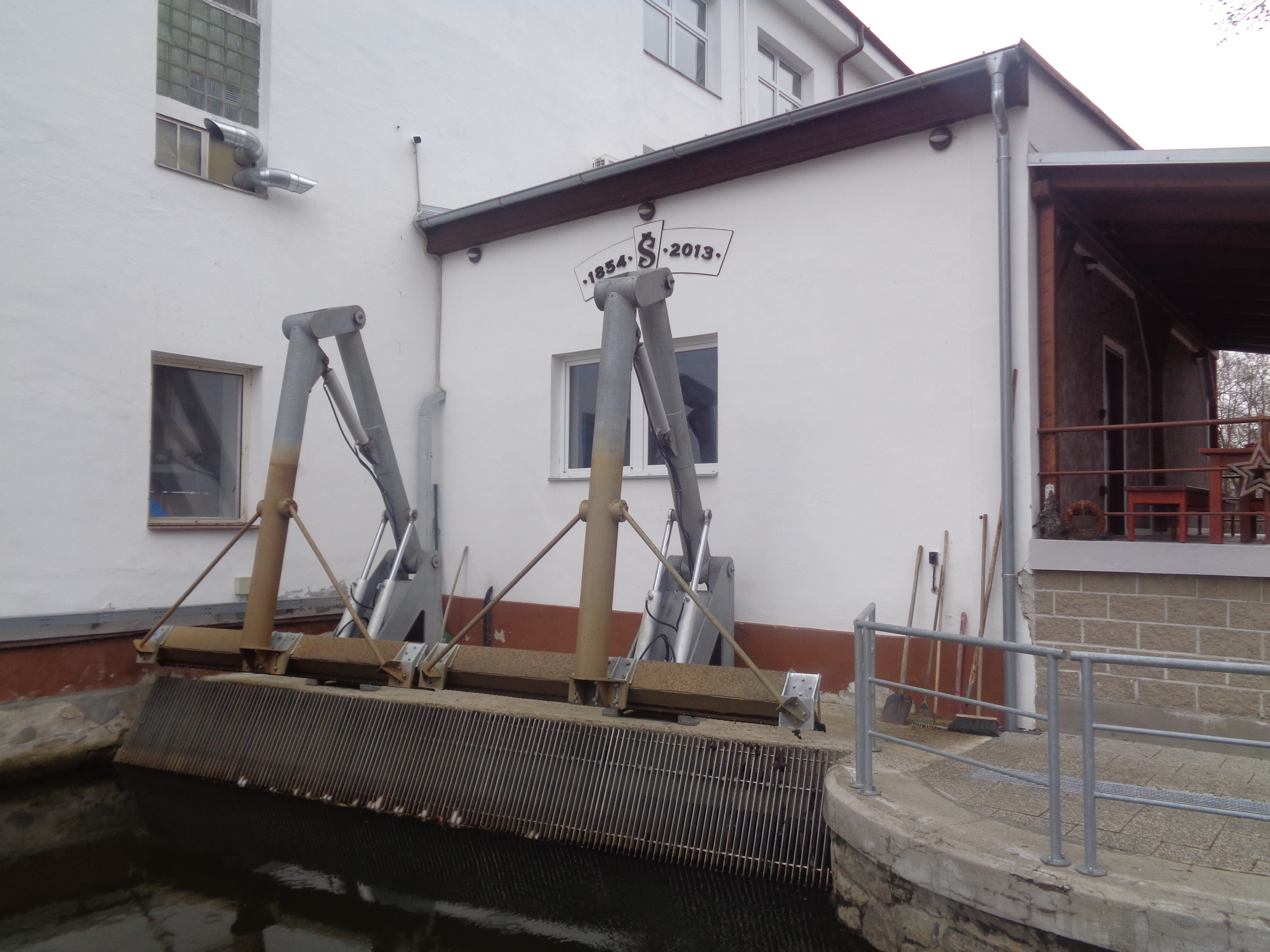
Malá vodní elektrárna

Lannova pila zůstala v provozu do 1915, kdy byly objekty prodány firmě Antonína Františka Stechera (1863—1927), který pilu přebudoval na mlýn a bývalou parketárnu na továrnu na poživatiny, bývala zde i pražírna, kde se vyráběly příměsi do pečiva. Antonín František a Josefa Stecherovi přišli do Českých Budějovic ze Sedlčanska na konci 19. století. V roce 1899 od záložny, která se přestěhovala na náměstí, koupili dům na rohu ulic Dr. Stejskala a Široké postavený v roce městským stavitelem Josefem Sandnerem (v současnosti nazývaný Stecherův dům), kde měl A. F. Stecher zapsané živnosti „velkoobchod koloniálním zbožím“ a „kupectví“. Po 1. světové válce vlastnila firma A. F. Stecher také továrnu na poživatiny Metropol na dnešní Rudolfovské třídě, pekárnu a sladovnu. Pro mlýn u Litvínovic se ustálil název Stecherův mlýn. V říjnu roku 1918 byla v areálu Stecherova mlýna zprovozněna Francisova turbína, fungovala i po znárodnění, ale v padesátých či šedesátých letech 20. století byla odpojena. Náhon i turbínu postupně zaneslo bahno a posléze byl přívod vody k turbíně úplně zasypán. V roce 1950 Stecherův mlýn vyhořel. Později byl opraven a přidělen do správy n. p. Jihočeské pekárny. Po roce 1990 byl navrácen rodině Stecherů. V roce 2010 byla zahájena obnova malé vodní elektrárny s rekonstruovanou Francisovou turbínou z roku 1918. Výkon turbíny se zvýšil na 100 kilowatt, původně vyráběla 70 kilowatt za hodinu.

### Meteorologická stanice

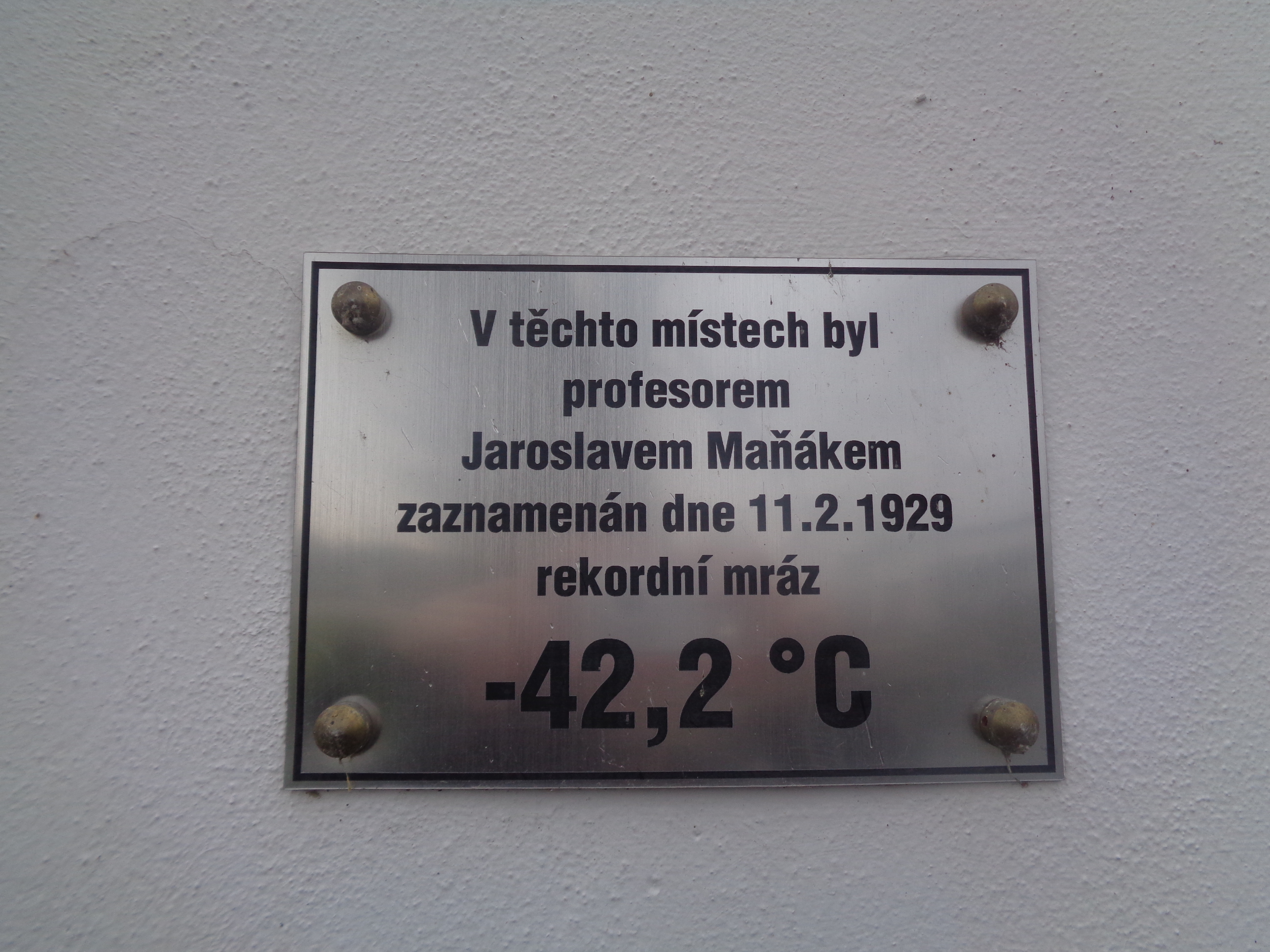
Teplotní rekord ČR byl v roce 1929 naměřen ve Stecherově mlýně

V letech 1921 až 1945 působila ve Stecherově mlýně meteorologická stanice, která byla součástí sítě Československého státního ústavu meteorologického. Přesunul ji sem středoškolský profesor Jaroslav Maňák (1881-1965), který od roku 1911 vyučoval matematiku a fyziku na České státní vyšší reálce (do roku 1918 C. k. české škola reálná) v Haasově ulici (dnešní ulice Fráni Šrámka). Jaroslav Maňák převzal vedení meteorologické stanice v Českých Budějovicích po Franzovi Weydem (1839-1924), profesorovi německé reálky, který od roku 1880 prováděl meteorologická pozorování a měření ve svém vlastním domě v Gymnasiální ulici (dnešní Skuherského ulice), postupně se jeho stanice stala natolik kvalitní, že byla roku 1886 zařazena do sítě vídeňského c. k. Ústředního ústavu pro meteorologii a zemský magnetismus. V roce 1919 Franz Weyde svou činnost pro Státní meteorologický ústav v Praze ukončil a českobudějovická meteorologická stanice byla téhož roku umístěna do České státní vyšší reálky v Haasově ulici, kde jí začal obsluhovat právě profesor Maňák. A jelikož se v této činnosti osvědčil, nabídl mu Státní ústav meteorologický, aby k 1. lednu 1920 převzal řízení meteorologické stanice oficiálně. K 1. červenci 1921 přemístil Jaroslav Maňák stanici na Stecherův mlýn, protože podle něj byla obsluha stanice a její kontrola v budově školy obtížná. Stanice byla umístěna na tehdejší květinové zahrádce, dnes je tam trávník, 28 m od budovy mlýna a 5 m od náhonu. Jaroslav Maňák měl ve Stecherově mlýně letní byt, jelikož jeho manželka Marie byla dcerou Antonína Františka a Josefy Stecherových. V době nepřítomnosti profesora Maňáka zajišťovali záznamy pozorování Vojtěch Pokorný, August Půlpytel a František Sedláček, kteří patřili k personálu mlýna a byli od pana profesora vyškoleni. O záznamy pozorování se starali také Maňákovi synové Jaroslav a Jiří. Maňák dovybavil meteorologickou stanici na takovou úroveň (mj. barograf, termograf, hygrograf, ombrograf, heliograf a staniční tlakoměr), že byla evidována jako stanice I. řádu. Počítal s tím, že tato stanice bude moci sloužit také jako tzv. letecká hlídka, která poskytuje informace o počasí pilotům letícím nad územím jižních Čech. To se naplnilo v roce 1927, kdy byla stanice Stecherův mlýn zapojena do letecké služby, v roce 1938 tuto funkci převzala nově zřízená meteorologická stanice na letišti v Plané Chod stanice se podařilo zajistit i během druhé světové války, ačkoliv Jaroslava Maňáka zatklo v září 1939 gestapo a do konce války zůstal internován. Poté se o stanici do svého zatčení v roce 1942 starala jeho manželka Marie Maňáková a tu nahradil až do návratu Maňákových v dubnu 1945 Rudolf Jelínek, ředitel škol ve výslužbě. V prosinci 1945 přestěhoval Jaroslav Maňák meteorologickou stanici na městskou vodárnu v Mánesově ulici, neboť Stecherův mlýn musel kvůli majetkovým sporům opustit.

#### Zima 1929
Dne 11. února 1929 byla ve Stecherově mlýně naměřena nejnižší teplota v historii na území České republiky i celého Československa: –42,2 °C. Podle zprávy Jaroslava Maňáka teplotu naměřili pozorovatelé František Sedláček a August Půlpytel v 8 hodin ráno. Dobový tisk mluví o nejnižší teplotě -41 °C toho dne v Českých Budějovicích, přičemž neoficiální teplota -43 °C byla pro Sokolský ostrov. Meteorolog Rudolf Schneider zaokrouhleně uvádí, že stanice Litvínovice a Jablunkov hlásily -42 °C. Ověřit platnost naměřených hodnot v Litvínovicích byl vyslán 12. března 1929 dr. Václav Hlaváč, tehdejší úředník Státního ústavu meteorologického a inspektor staniční sítě. Zjistil, že na několika místech Českých Budějovic (šroubárna, výtopny na nádraží, rolnická škola, městská jatka) byla pozorována teplota -40 °C. Oproti těmto místům má Stecherův mlýn inverzní polohu s odlišnými mikroklimatickými poměry, neboť se nachází v kotlince v pánvi 391 m n. m. U tak nízkých teplot vzduchu, dosahovaných k ránu za jasných a bezvětrných nocí ve velmi suchém vzduchu arktického původu nad sněhovou pokrývkou hrají značnou roli právě mikroklimatické zvláštnosti jednotlivých lokalit. Z porovnání oficiálních meteorologických stanic na území ČR vyplývá, že 11. února 1929 více než 80% stanic zaznamenalo teplotu nižší než -30 °C. K litvínovickému rekordu se nejvíce přiblížila teplota v Jablunkově (okres Frýdek-Místek) -41,5 °C a v Krásnu nad Bečvou (okres Vsetín) -40,0 °C. V kopii měsíčního výkazu klimatologického záznamu v Českých Budějovicích je dopsána správcem stanice poznámka, že po započtení korekce teploměru v Litvínovicích nebyla teplota -42,2 °C ale -40,0 °C, kterou pak uváděl Maňák, ale Hlaváč korekci neakceptoval. Staniční teploměr v Litvínovicích praskl a k odečtení aktuální teploty v 7 hodin ráno se použil Sixův extrémní teploměr (-41,2 °C), který ukazoval noční minimum -42,2 °C. Státní úřad statistický pak pro únor 1929 stanovil nejnižší teplotu -39 °C pro Litvínovice u Českých Budějovic. Patrně proto, že teplota tání rtuti je -38,8 °C a protože teploměr obsahoval rtuť, byť přechlazená rtuť za nižších teplot je bez otřesů možná. Obdobné mrazy byly zaznamenány ve stejný den i v jižním Polsku a na severním Slovensku (rekordní teplota na Slovensku byla naměřena na stanici Vígľaš – Pstruša -41,0 °C). Zima 1928/1929 byla mimořádně chladná – podle měření v Klementinu se tříměsíční zimní období 1928/29 (prosinec až únor) dostalo na třetí místo v pořadí za ještě studenější případy na přelomu let 1829/30 a 1798/99, samotný únor 1929 se stal s průměrnou teplotou -11,0 °C nejstudenějším měsícem století. Tato mimořádně studená zima následovala po sérii teplých zim a ani zimy bezprostředně následující se jí vůbec nepřiblížily. V únoru 1929 se navíc udržovala extrémně vysoká sněhová pokrývka – v centru Prahy leželo skoro deset týdnů kolem 30 cm sněhu, v Klementinu naměřili největší výšku 45 cm 26. února 1929, což je od té doby rovněž rekord. Tento průběh zimy měl i značné důsledky – půda místy promrzla až do hloubky jednoho metru, v roce 1929 odumřelo asi 50 % všech ovocných stromů, rovněž tak přezimující polní kultury byly značně zdecimovány, ze sypkého sněhu se tvořily snadno vysoké závěje, což způsobovalo opakované dopravní kalamity.